# Woestijnspotlijster
De woestijnspotlijster (Toxostoma lecontei) is een vogelsoort uit de familie mimidae. De soort is vernoemd naar de Amerikaanse entomoloog John Lawrence LeConte.

## Verspreiding en leefgebied
Deze soort komt voor in het zuidwesten van de Verenigde Staten en het noorden van Mexico en is ongeveer 28 centimeter.
De soort telt drie ondersoorten:
- T. l. lecontei: de zuidwestelijke Verenigde Staten en noordwestelijk Mexico.
- T. l. macmillanorum: San Joaquin Valley in zuidelijk Californië.
- T. l. arenicola: westelijk Baja California.